# 単複線

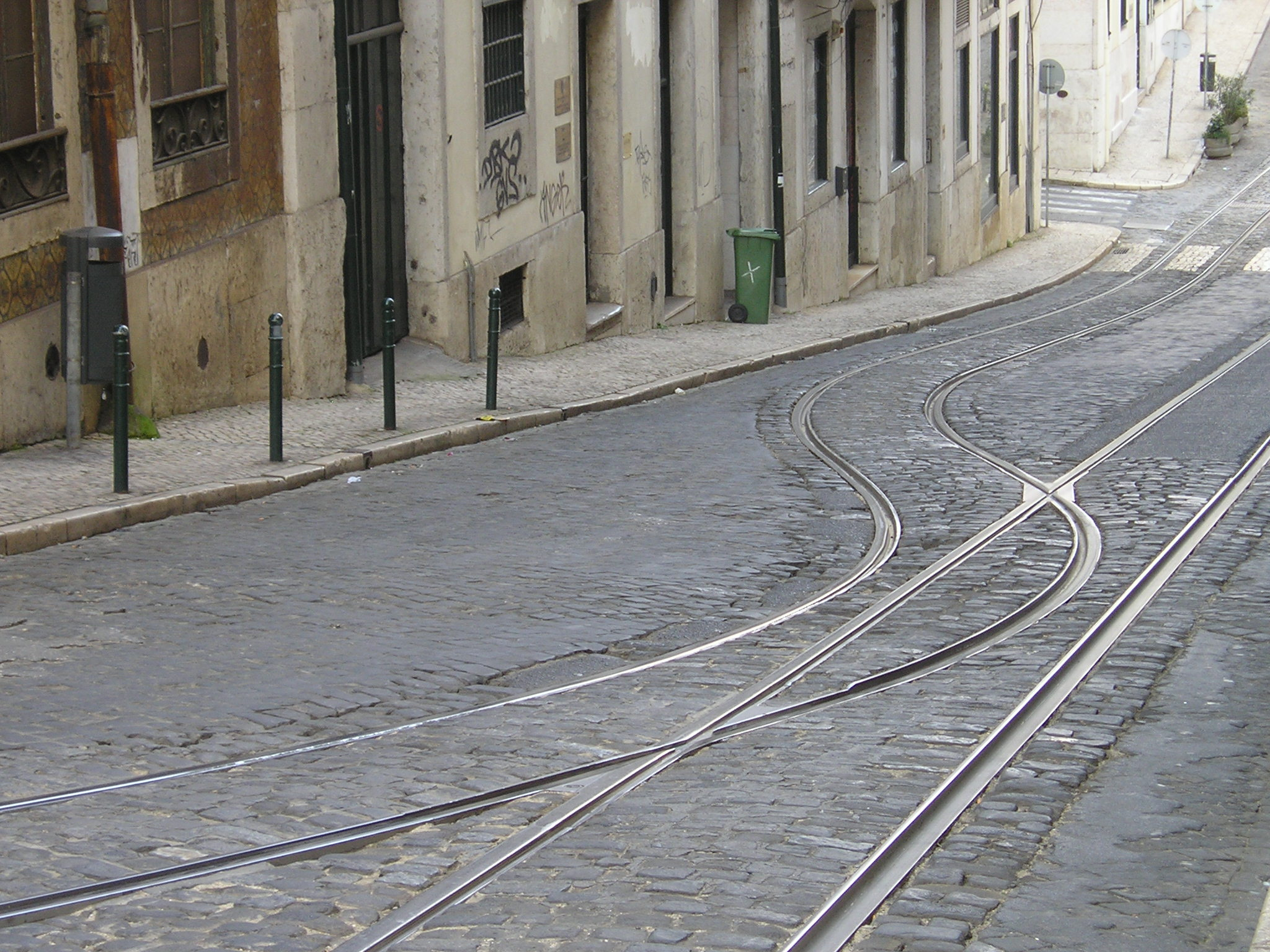
リスボントラムのヴィートル・コルドン通りにあるガントレット。2本のレールは接しているが分岐はしていない。

ガントレットの模式図

単複線（たんふくせん）とは、単線分よりやや広い用地に複線の線路を重なるようにしてはめ込んだものである。ガントレット (gauntlet) ともいい、狭窄線・搾線と呼ぶこともある。複線区間であるが、両線路の片方が互いに跨るので、すれ違いはできない。
なお、単線 + 複線である複単線（三線）とは概念が全く異なる。
複線分の用地が確保できない場合に用いられ、分岐器を用いる方法より切り替えの手間がないなどの理由からヨーロッパの路面電車（アムステルダム、リスボン、プラハなど）で見られる。
特殊な実例として、インドのダージリン・ヒマラヤ鉄道では2000年当時、平坦部のニュージャルパイグリとシリグリの間で、並走するメーターゲージと橋を共用するかたちで、交差しないガントレットが（同区間の別の橋では三線軌条も）用いられていた。
日本においては玉川電気鉄道の二子橋でも一時期用いられていたほか、名鉄瀬戸線本町駅構内で、本町橋を潜る箇所に使用されていたものが特に有名であった。
単複線は狭い間隔に4本のレールが並んでいるために保線作業において効率が悪いとされていたが、1976年2月15日に瀬戸線の栄町への乗り入れに伴う経路変更により当該部分は廃止された。
現在、日本では幕張車両センター一ノ宮派出の安全側線が単複線となっている。
ガントレットは4本のレールを並べて敷設したものだが、ガントレットと同じく複線分の用地を確保できない場合などに、3本のレールを敷き中央の1本のレールを共用としたものもある。日本国外のケーブルカーなどで見られる。また、広義の鉄道方式を利用した遊園地の遊具でも、ひょうたん型配線の狭窄区間で利用されることがある。